# بیا هم را ببینیم عشقم
بیا هم را ببینیم عشقم (به هندی: Aan Milo Sajna) یا بیا عزیزم (به انگلیسی: Come, my darling) فیلمی هندی محصول سال ۱۹۷۰ و به کارگردانی موکول دات است. در این فیلم بازیگرانی همچون راجش خانا، آشا پارک، وینود کانا، نیروپا روی، آریونا ایرانی و آبی باتاچاریا ایفای نقش کرده‌اند.